# 北歐數學競賽
北歐數學競賽（Nordic Mathematical Contest，簡稱NMC），是北歐五國的聯合數學競賽。在1986年國際數學奧林匹克，五個北歐隊的領隊，同意他們的學生需要比自己國家數學競賽難度更高的操練，於是從1987年起舉辦這項競賽。每年由各國輪流主辦。

## 比賽形式
比賽設四道證明題，限時四小時，每題5分。
每國派出最多20名參賽者，需為高中學生，年齡不限。不同於其他類似競賽，參賽者不會前往任何地方，而是在自己的學校作賽，由學校監督。
比賽答卷先在自己國家初步批改，再送到主辦國作最後批改。參賽者會獲得一張證書，上面列有分數和排名。比賽沒有其他獎項。

## 外部連結
- 歷屆題目（页面存档备份，存于）